# Sophronica mediorufoantennata
Sophronica mediorufoantennata là một loài bọ cánh cứng trong họ Cerambycidae.